# Heinz Schäfer
Heinz Schäfer (ur. 17 marca 1950 w Oer-Erkenschwick, zm. 13 lipca 1983) – zachodnioniemiecki zapaśnik walczący w stylu klasycznym. Olimpijczyk z Montrealu 1976, gdzie zajął szóste miejsce w kategorii 100 kg.
Szósty na mistrzostwach Europy w 1975 i 1977 roku.
Mistrz RFN w 1975 i 1977; trzeci w 1972 i 1978 roku.